# USS Ling (SS-297)
Za druga plovila z istim imenom glejte USS Ling.
USS Ling (SS-297) je bila jurišna podmornica razreda balao v sestavi Vojne mornarice Združenih držav Amerike.